# Goncy
Goncy (ros. Гонцы) – wieś (dieriewnia) w Rosji, w obwodzie nowogrodzkim, w rejonie parfińskim. W 2010 liczyła 48 mieszkańców.